# Ялхорой (село)
Ялхорой (чечен. Ялхара) — воссоздаваемое село в Урус-Мартановском районе Чеченской Республики России.

## География
Расположено на юго-западе от райцентра Ачхой-Мартан. Ближайшие сёла: на севере — Бамут, Янди, Старый Ачхой и Шалажи.
Рядом находились ранее покинутые аулы (сёла) Верхний Ялхорой и Нижний Ялхорой в Галанчожском районе.

## Название
Ялхарой является одним из средневековых чеченских обществ.

## История

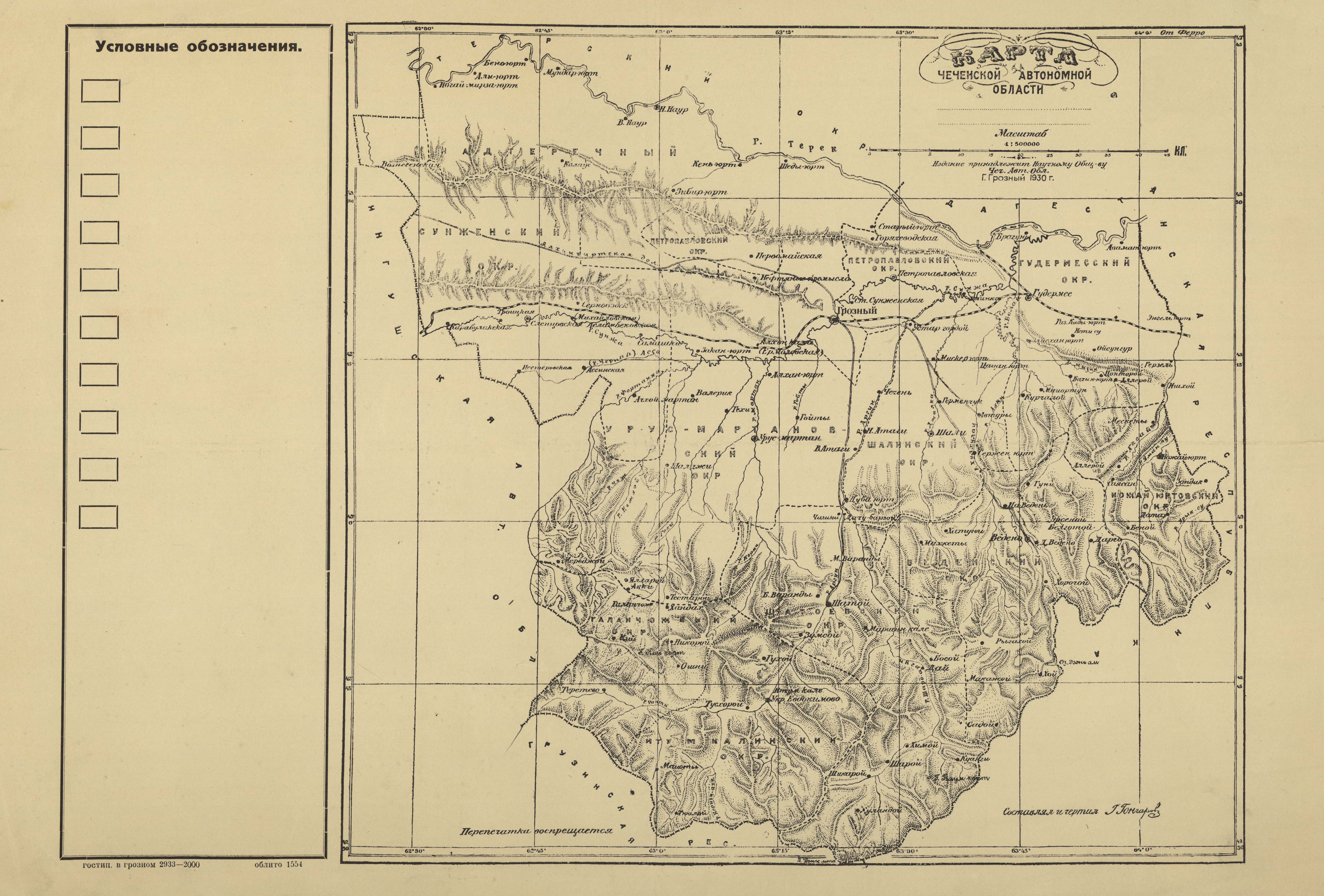
Ялхарой на карте Чеченской Автономной Области

Различные исследователи одни и те же этнические подразделения рассматривают и как тайпы, и как их ответвления (гары и некъе). Нередко внутритайповые ответвления (гары и некъи) представляются в виде самостоятельных тайпов — в таком случае количество чеченских тайпов искусственно завышается. Иногда в качестве тайповых указываются названия жителей какого-то селения. Например, жители с. Ялхара (на русских картах это село обозначено как «Ялхарой») называются на чеченском языке «ялхарой», подобно тому, как жители г. Москвы называются на русском языке москвичами, а жители г. Самары — самарцами. Однако из приведенного примера не следует, что москвичи и самарцы — наименования неких национальностей. Точно так же, название «ялхарой», вопреки многим исследователям, — не является тайповым наименованием и этнонимом вообще, а является чеченским наименованием жителей селения Ялхара. По полевым данным, записанных в 1975—1978 годы от уроженцев селения Ялхара, до сталинской депортации чеченцев в 1944 году, верхнюю часть села Ялхара населяли представители тайпа цӏечой, а нижнюю — представители тайпа аьккхий.
В древности о небольшом озере в здешних местах сложилось представление о Духе озера. Легенду записал фольклорист XIX века В. Ф. Миллер:

Близ аула Ялхорой, говорит предание, в месте, называемом Амка, было прежде озеро. Однажды мать с дочерью отправились на берег его и по неразумию стали стирать грязные пелёнки в его хрустальной воде. Разгневанный Дух озера за это осквернение обратил обеих женщин в камни, которые и теперь ещё виднеются у Амки. Но и озеро не хотело оставаться в осквернённом ложе. Оно обратилось в чудного рослого быка, который перешёл скалистый кряж, оставив след в виде громадной выемки, и спустился вниз почти с отвесной высоты. Затем бык подошёл к тому месту, где теперь лежит озеро и где прежде были расположены пахотные участки. Одни из местных жителей хотели впрячь быка для работы, другие говорили, что это божий бык и противились его запряжке в плуг, но, в конце концов, быка запрягли. Когда он вёл первую борозду, в ней выступила грязь: при второй стало ещё мокрее: при третьей — из земли выступила вода, при четвёртой борозде вода хлынула стремительно, затопила поле и всех людей. Бык исчез в волнах озера. С тех пор появившееся внезапно озеро внушает суеверный страх туземцам: они считают его бездонным и не пьют его воду.

Село покинуто в период высылки чеченцев в 1944 году. После восстановления Чечено-Ингушской АССР чеченцам было запрещено возвращаться в свои исконные районы: Галанчожский, Шатойский и Итум-Калинский.
В конце 2022 года в Урус-Мартановском районе Чеченской Республики было принято решение образовать новые (воссоздать) сёла, в том числе Ялхорой — рядом с прежними селениями Верхний Ялхорой и Нижний Ялхорой.

## Уроженцы
- Дудаев, Джохар Мусаевич — советский и чеченский военный деятель, президент Чеченской Республики Ичкерия, генерал-майор, Генералиссимус ЧРИ; единственный генерал-чеченец в советской армии[9]. Выходец из тайпа Цечой[10].
- Лечи Дудаев — активный участник сепаратистского движения в Чечне и мэр Грозного.